# 蜂印香竄葡萄酒
蜂印香竄葡萄酒 (はちじるしこうざんぶどうしゅ) とは、合同酒精（オエノンホールディングス）が製造販売してる酒類で、明治時代に創業者である神谷傳兵衛が作った甘味果実酒。フレーバードワインの一種であり、甘口のヴェルモットもしくはグリューワインに似た味と風味が特徴。

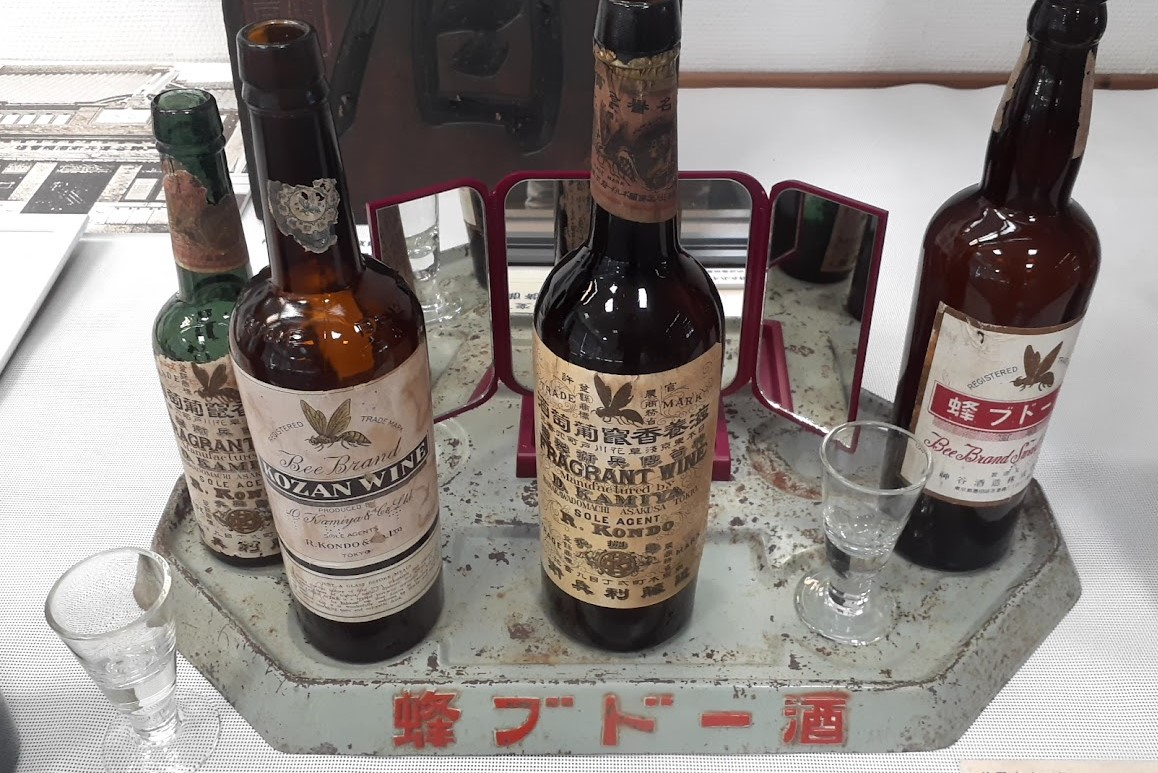
「蜂印香竄葡萄酒」（蜂ブドー酒）

## 概要
明治10年代頃、洋酒の輸入販売を行っていた神谷傳兵衛は国内での洋酒の需要が高くなってきたのに目をつけ、ワインを一般に普及させようと考えていた。
当時、本格的なワインは日本人になじみがなかったため、同じ頃欧州で流行していたデュボネなどのフレーバードワインを参考にして樽詰めの輸入赤ワインにハチミツや漢方薬を加えて、甘味葡萄酒に改良したものを「蜂印香竄葡萄酒」として1881(明治14)年に発売した。名称の「蜂印」は、かつて神谷が扱っていた「Beehive(蜂の巣箱)」というフランス産ブランデーから、「香竄」は神谷の父の兵助の俳句の雅号から取っている。
薬草を加えたことから滋養強壮の効果のある薬用酒として売り出したことに加え、輸入ワインとは異なり当時の日本の口にあったため、1900(明治33)年頃には全国で人気商品となった。この売り上げは後に日本初の本格的なワイン醸造所である牛久シャトーの建設の資金源となり、ワインの国産化に貢献した。
現在では 蜂印香竄葡萄酒に加えてその流れを受け継ぎ、甘さや薬草の風味を控えめにした「ハチブドー酒」の銘柄も販売されている。
甘味果実酒を含めたワインのうち、日本で製造販売されているものの中ではこの銘柄が最古のものであり、その歴史性から2020年に牛久シャトーとともに日本遺産に認定された。